# Christina Östberg
Christina Elisabeth Östberg (nascida a 10 de maio de 1968) é uma política sueca e membro do Riksdag pelo Partido Democrata sueco. Ela foi eleita pela primeira vez em 2014 e serviu na Comissão de Assuntos Sociais e na Comissão de Educação no parlamento. No parlamento, Östberg pediu leis mais duras contra o abuso de substâncias e drogas.